# Apinya Sakuljaroensuk

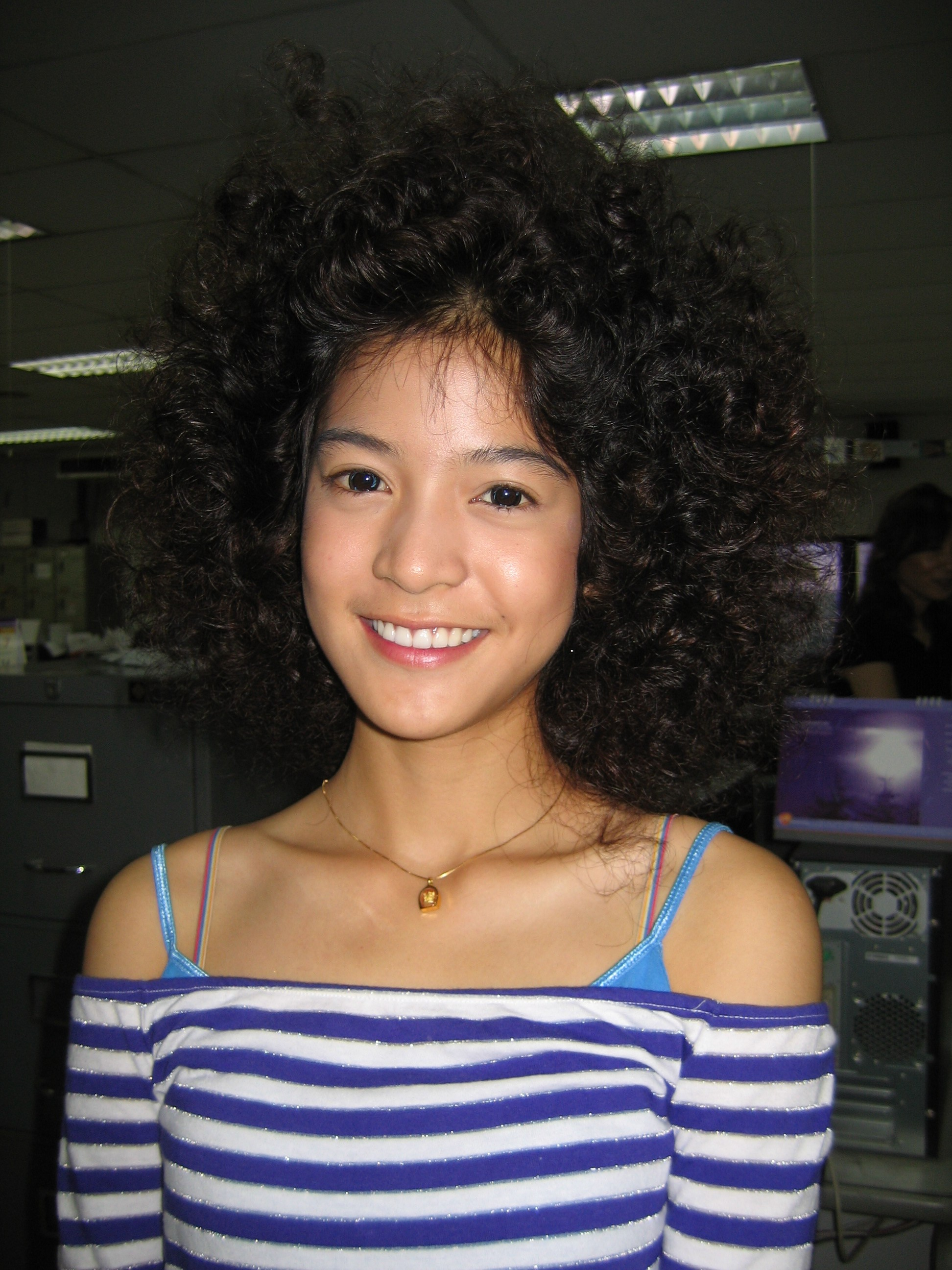
Apinya Sakuljaroensuk (2007)

Apinya Sakuljaroensuk (Thai: อภิญญา สกุลเจริญสุข; * 27. Mai 1990) ist eine thailändische Schauspielerin.

## Leben
Sie debütierte in dem Film Ploy – Die Unbekannte im Hotel des Regisseurs Pen-Ek Ratanaruang. Die Premiere fand im Rahmen der Director’s Fortnight bei den Internationalen Filmfestspielen von Cannes 2007 statt; für ihre überzeugende Leistung erhielt Apinya Nominierungen für die Thailand National Film Association Awards und für die Asian Film Awards, jeweils als „Beste Nebendarstellerin“. In Detlev Bucks Film Same Same But Different spielte sie dann (an der Seite von David Kross) die weibliche Hauptrolle. Dieser Film wurde auf dem Internationalen Filmfestival von Locarno erstaufgeführt und mit dem Variety Piazza Grande Award ausgezeichnet.

## Filmografie (Auswahl)
- 2007: Ploy – Die Unbekannte im Hotel (พลอย)
- 2008: 4bia (สี่ แพร่ง)
- 2008: Boonchu 9 (บุญชู 9)
- 2008: Friendship You and Me (เฟรนด์ชิพ เธอกับฉัน)
- 2008: 4 Romance (ฝัน-หวาน-อาย-จูบ)
- 2009: Haunting Me 2 (หอแต๋วแตก แหกกระเจิง)
- 2009: After School (วิ่งสู่ฝัน)
- 2009: Same Same But Different (Same Same But Different)
- 2010: Die Rache der Königskobra (เขี้ยวอาฆาต)